# Germaine Brée
Pour les articles homonymes, voir Brée.
Germaine Brée, née 2 octobre 1907 à Lasalle (Gard) et morte le 22 septembre 2001 à Winston-Salem (Caroline du Nord), est une professeure universitaire de lettres françaises franco-américaine, spécialiste de Marcel Proust, André Gide, Albert Camus et Jean-Paul Sartre.

## Biographie
Elle grandit dans les îles anglo-normandes anglophones. Diplômée de l'université de Paris elle enseigne en Algérie de 1932 à 1936. Nommée au collège féminin de Bryn Mawr près de Philadelphie en 1936, elle revient en France lorsqu'éclate la Seconde Guerre mondiale pour servir aux côtés de la France libre. Elle rejoint une unité d'ambulance de volontaires, où elle est élevée au grade de lieutenant, et est affectée à la section de renseignement de la France libre à Alger. Elle est décorée de la Bronze star américaine et proposée à la Légion d'honneur. C'est à cette époque que Germaine Brée se lie d'amitié avec Albert Camus.
En 1953, elle est nommée directrice du département de français au New York University College of Arts & Science, la deuxième femme à être nommée directrice de département à l'université. De 1960 à 1973, elle est professeure de français à l'université du Wisconsin. De 1973 à 1984, elle est titulaire de la chaire Kenan en sciences humaines à la Wake Forest University. En 1975, elle devient présidente de la Modern Language Association.

## Travaux
- Marcel Proust et Délivrance du temps, 1955
- (en) Germaine Brée, Camus : A collection of critical essays, Rutgers University Press, coll. « Twentieth century views », 1959, 182 p.
- Gide, 1963
- Camus et Sartre: crise et engagement, 1972
- Femmes écrivains en France, 1973